# دكتور في الفلسفة

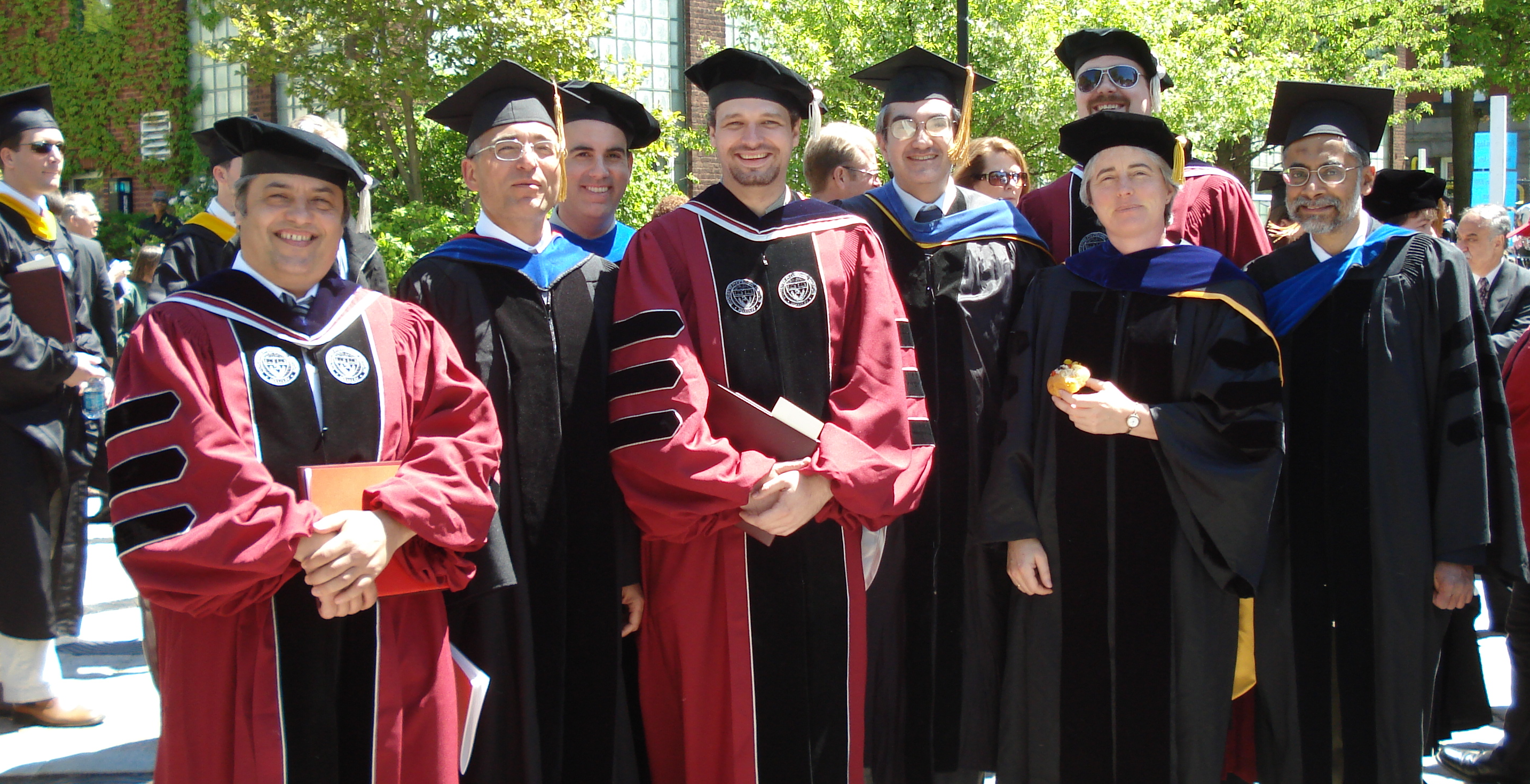
مجموعة من خريجي الدكتوراه مع أساتذتهم الجامعيين

دكتور في الفلسفة (باليونانية: Philosophiae Doctor) وتعرف اختصارا ب PhD أما المعنى الحرفي لها فهو «دكتور في الفلسفة».
تُعرف هذه الشهادة في نظام الجامعات الأنجلوسكسونية أو الفرنسية-الكندية تحت مسمى الدكتوراه. أما مصطلح فلسفة فقد انتشر في القرن العاشر؛ فيما زاد توسعه وكثرة استعماله داخل الجامعات الألمانية، وهو يشير هنا إلى الدراسة العامة للمعرفة.

## التاريخ
استخدمت هذه التسمية من طرف جامعة هومبولت في برلين خلال القرن العاشر، حيث كانت تستخدم كتتويج على العمل الحوثي للشباب الباحث في العلوم أو الآداب. لكن هذا المصطلح سرعان ما انتشر في جميع أنحاء المنطقة الناطقة بالألمانية، وكذلك المناطق الشمالية.
اُعْتُمِدَت هذه التسمية رسميا في الولايات المتحدة تحديدا في جامعة ييل وذلك بحلول سنة 1861 في حين سارعت جامعة هارفارد هي الأخرى إلى اعتمادها رسميا وذلك في عام 1872. ومن ثم انتشرت في كندا ومختلف أنحاء المملكة المتحدة.
تتشابه هذه الدكتوراه مع الدكتوراه المتحصل عليها في الجامعات، وكذلك مع شهادة الدكتوراه التي كانت تُمنح في فرنسا ما بين عام 1897 و1954، والتي توحدت فيما بعد تحديدا سنة 1984. كما تعتبر شهادة الدكتوراه الفرنسية معادلة لشهادة الدكتوراه الأنجلوسكسونية.